# John Gilmore
John Gilmore (ur. 28 września 1931 w Summit, zm. 29 sierpnia 1995 w Filadelfii) – afroamerykański, awangardowy saksofonista i kompozytor jazzowy.

## Życiorys
Kiedy miał trzy lata, jego rodzina przeprowadziła się z południa kraju do Chicago. W wieku czternastu lat zaczął grać na klarnecie. Uczęszczał do prestiżowej DuSable High School, w której kształcił się muzycznie pod kierunkiem Waltera Dyetta, nauczyciela wielu gwiazd jazzu.
W latach 1948–1951 służył w Siłach Powietrznych Stanów Zjednoczonych. Był solistą w orkiestrach wojskowych, grając na klarnecie i saksofonie tenorowym. Po zakończeniu służby kontynuował karierę muzyka. W 1952 został przyjęty do zespołu Earla Hinesa, z którym pojechał na krajowe tournée w ramach widowiska towarzyszącego występom drużyny koszykówki Harlem Globetrotters. W 1953 został jednym z pierwszych członków szybko powiększającej skład formacji Arkestra, powołanej przez awangardowego muzyka Sun Ra. Grupa kilkakrotnie zmieniała nazwy: The Myth-Science Arkestra, The Solar Arkestra, The Astro Infinity Arkestra, żeby ostatecznie występować jako The Sun Ra Arkestra. Kiedy do niej wstępował, była triem. Pozostał w niej ponad czterdzieści lat aż do swojej śmierci.
Jego gra w latach 50. miała duży wpływ na rozwój artystyczny późniejszego giganta jazzu – Johna Coltrane’a. Pod koniec dekady „Trane”, który był o pięć lat starszy, pobierał nawet u niego nieformalne lekcje gry na saksofonie tenorowym. Występując z Arkestrą, jednocześnie współpracował z innymi muzykami. W 1957 razem z saksofonistą Cliffordem Jordanem prowadził zespół, z którym nagrał płytę Blowing In from Chicago. W 1959 grał z wybitnymi postaciami jazzu: trębaczem Milesem Davisem, saksofonistą Johnnym Griffinem, wokalistką Diną Washington i pianistą Andrew Hillem, kolegą ze szkoły podstawowej.
W 1960 przeniósł się z pozostałymi członkami orkiestry Sun Ra z Chicago do Nowego Jorku. Tam w następnych latach pracował poza Arkiestrą jako sideman z luminarzami jazzu i bluesa: trębaczem Freddiem Hubbardem, gitarzystą i wokalistą B.B. Kingiem, pianistami Paulem Bleyem, McCoyem Tynerem, George’em Russellem, Elmem Hopem i Chickiem Coreą, perkusistami Artem Blakeym (Art Blakey’s Jazz Messengers), Artem Tayloren i Pete’em La Rocą, kontrabasistą Charlesem Mingusem i puzonistką Melbą Liston.
Na początku lat 70. osiadł w Filadelfii, dokąd Sun Ra przeprowadził swoją formację. Arkestra pozostała głównym polem jego działania przez całą karierę. Koncertował z nią w wielu krajach świata, m.in. kilkakrotnie odwiedził Polskę. Był jednym z jej głównych solistów, równie biegły w ekspresyjnych partiach free jazzowych, jak stylowej grze be- i post-bopowej. Kiedy w 1993 Sun Ra umarł, przejął po nim prowadzenie orkiestry.
Zmarł w szpitalu Germantown w Filadelfii. Przyczyną śmierci były komplikacje wywołane rozedmą płuc. Miał 63 lata.

## Wybrana dyskografia

### Jako lider lub współlider
- 1957 Blowing in from Chicago – Cliff Jordan and John Gilmore (Blue Note)
- 1975 Paul Bley–John Gilmore–Paul Motian–Gary Peacock – Turning Point (Improvising Artists Inc.)

### Jako sideman
Z Sun Ra i The Sun Ra Arkestra
- 1957
  - Jazz by Sun Ra (Universal Recording Corporation)
  - Super-Sonic Jazz – Sun Ra and His Arkestra (El Saturn Records)
- 1959 Jazz in Silhouette (Saturn)
- 1962 The Futuristic Sounds of Sun Ra (Savoy)
- 1963 When Sun Comes Out – Sun Ra and His Myth Science Arkestra (Saturn)
- 1965 The Heliocentric Worlds of Sun Ra – Volume I (ESP-Disk')
- 1966
  - The Heliocentric Worlds of Sun Ra – Volume II (ESP-Disk')
  - The Magic City (Saturn)
  - Nothing Is (ESP-Disk')
- 1970 Sun-Ra And His Astro Infinity Arkestra – Atlantis (Saturn)
- 1975 Pathways to Unknown Worlds (Impulse! Records)
- 1976 Cosmos (Cobra)
- 1979 Sun Ra and His Intergalactic Myth Science Solar Arkestra – Sleeping Beauty (Saturn)
- 1987 Reflections in Blue (Black Saint)
- 1988 Sun Ra Arkestra – Cosmo Omnibus Imagiable Illusion (DIW)
- 1989
  - Sun Ra Arkestra – Hours After (Black Saint)
  - Blue Delight (A&M)
- 1990 Sun Ra Arkestra – Mayan Temples (Black Saint)

Z Artem Blakeym
- 1965 'S Make It (Limelight Records)

Z Andrew Hillem
- 1967 Compulsion!!!!! (Blue Note)
- 1968 Andrew!!! (Blue Note)

Z Elmem Hopem
- 1963 Sounds from Rikers Island (Audio Fidelity Records)

Z Freddiem Hubbardem
- 1963 The Artistry of Freddie Hubbard (Impulse!)

Z Pete’em La Rocą
- 1967 Turkish Women at the Bath (Douglas) lub Bliss!

Z Dizzym Reecem
- 1970 From In to Out (Futura Records)

Z McCoyem Tynerem
- 1964 Today and Tomorrow (Impulse!)

Z Philem Upchurchem
- 1968 Feeling Blue (Milestone Records)

Zestawienie wg dat wydania płyt